# Diocesi di Cyangugu
La diocesi di Cyangugu (in latino: Dioecesis Cyanguguensis) è una sede della Chiesa cattolica in Ruanda suffraganea dell'arcidiocesi di Kigali. Nel 2021 contava 325.565 battezzati su 777.436 abitanti. È retta dal vescovo Edouard Sinayobye.

## Territorio
La diocesi comprende la vecchia provincia di Cyangugu in Ruanda. Oggi fa parte della provincia Occidentale e comprende i nuovi distretti di Nyamasheke e Rusizi.
Sede vescovile è la città di Cyangugu, nel settore di Kamembe, dove si trova la cattedrale di Cristo Re.
Il territorio è suddiviso in 19 parrocchie.

## Storia
La diocesi è stata eretta il 5 novembre 1981 con la bolla Nihil aestimamus di papa Giovanni Paolo II, ricavandone il territorio dalla diocesi di Nyundo.

## Cronotassi dei vescovi
Si omettono i periodi di sede vacante non superiori ai 2 anni o non storicamente accertati.
- Thaddée Ntihinyurwa (5 novembre 1981 - 9 marzo 1996 nominato arcivescovo di Kigali)
- Jean Damascène Bimenyimana † (2 gennaio 1997 - 11 marzo 2018 deceduto)
  - Sede vacante (2018-2021)[1]
- Edouard Sinayobye, dal 6 febbraio 2021

## Statistiche
La diocesi nel 2021 su una popolazione di 777.436 persone contava 325.565 battezzati, corrispondenti al 41,9% del totale.
| anno | popolazione | popolazione | popolazione | presbiteri | presbiteri | presbiteri | presbiteri                | diaconi | religiosi | religiosi | parrocchie |
| anno | battezzati  | totale      | %           | numero     | secolari   | regolari   | battezzati per presbitero | diaconi | uomini    | donne     | parrocchie |
| ---- | ----------- | ----------- | ----------- | ---------- | ---------- | ---------- | ------------------------- | ------- | --------- | --------- | ---------- |
| 1990 | 231.273     | 457.637     | 50,5        | 35         | 22         | 13         | 6.607                     |         | 31        | 79        | 9          |
| 1999 | 273.113     | 540.870     | 50,5        | 23         | 23         |            | 11.874                    |         |           | 113       | 10         |
| 2000 | 279.872     | 551.257     | 50,8        | 26         | 24         | 2          | 10.764                    |         | 2         | 120       | 10         |
| 2001 | 288.704     | 560.515     | 51,5        | 27         | 23         | 4          | 10.692                    |         | 10        | 108       | 10         |
| 2002 | 280.554     | 575.684     | 48,7        | 37         | 30         | 7          | 7.582                     |         | 11        | 108       | 10         |
| 2003 | 283.372     | 566.621     | 50,0        | 34         | 28         | 6          | 8.334                     |         | 13        | 102       | 10         |
| 2004 | 293.172     | 582.424     | 50,3        | 37         | 30         | 7          | 7.923                     |         | 15        | 112       | 10         |
| 2006 | 297.281     | 612.507     | 48,5        | 36         | 29         | 7          | 8.257                     |         | 20        | 95        | 11         |
| 2013 | 361.000     | 742.000     | 48,7        | 57         | 50         | 7          | 6.333                     |         | 22        | 95        | 13         |
| 2016 | 394.000     | 809.000     | 48,7        | 79         | 71         | 8          | 4.987                     |         | 33        | 109       | 16         |
| 2019 | 299.020     | 743.876     | 40,2        | 84         | 76         | 8          | 3.559                     |         | 35        | 97        | 17         |
| 2021 | 325.565     | 777.436     | 41,9        | 89         | 81         | 8          | 3.658                     |         | 35        | 99        | 19         |